# Liste schwäbischer Adelsgeschlechter/J

## J
| Name                     | Stammsitz                                                                   | Stand         | Anmerkungen zu Geschichte und Verbreitung | Mitgliedschaft in Adelsvereinigungen, Bündnissen oder Matrikeln | Links zu relevanten Bildergalerien                               | Wappen     |
| ------------------------ | --------------------------------------------------------------------------- | ------------- | --- | --- | ---------------------------------------------------------------- | ---------- |
| Jäger von Gärtringen     | Rübgarten (Ortsteil von Pliezhausen) Höpfigheim Schloss Ebersberg (1606–49) | Ritteradelige | 1580 Erwerb von Schloss Ehningen durch Melchior Jäger; 1581 Schloss Gärtringen; 1581 Erhebung in den Adelsstand mit dem Prädikat von Gärtringen. 1584 Schloss Buchenbachhof bei Winnenden; 1587 Schloss Höpfigheim; 1590 Jägersches Schlössle in Neuffen; 1606 Schloss Ebersberg bei Lippoldsweiler. | Kanton Neckar-Schwarzwald (1592–1711, seit 1679 auch mit Rübgarten) Kanton Kocher (1578–1678/83 wegen Höpfigheim) | Das von den Jäger von Gärtringen umgebaute Schloss in Höpfigheim | Siebmacher |
| Jaxtheim, auch Jagstheim | Jagstheim, Ortsteil von Kirchheim                                           | Ritteradelige | | Kanton Kocher (1542–84) (wegen Utzmemmingen und Ederheim, bzw. von 1652 bis 1666 als Personalist) Kanton Steigerwald des Ritterkreises Franken (17. u. 18. Jhd., wegen Erlabronn) Kanton Altmühl (wegen Obermögersheim) |                                                                  | Siebmacher |
| Jungingen                | Jungingen                                                                   | Herren        | Konrad von Jungingen Ulrich von Jungingen | Leitbracken Deutscher Orden | Ulrich von Jungingen weitere Bilder hier                         | Scheibler  |